# 168. Division
Die 168. Division sind folgende militärische Einheiten auf Ebene der Division:

## Infanterie-Divisionen
- 168. Infanterie-Division (Wehrmacht)
- 168. Division (Sowjetunion), eingesetzt im Winterkrieg